# Список керівників держав 336 року
Список керівників держав 336 року — це перелік правителів країн світу 336 року.
Список керівників держав 335 року — 336 рік — Список керівників держав 337 року — Список керівників держав за роками

## Європа
- Боспорська держава — цар Рескупорід VI (303-341/342) і Рескупорід VII (322/324—336/337)
- Ірландія — верховний король Муйредах Тірех (326—356)
- Римська імперія — Константин І Великий (308-337)
- Дал Ріада — ?
- Думнонія — Донольт (305-340)
- Святий Престол — папа римський — Марк (336)
- Візантійський єпископ Олександр (314-337)

## Азія
- Близький Схід
- Гассаніди — 4 правителі
- Диньяваді (династія Сур'я) — раджа Тюрія Мандала (313-375)
- Іберійське царство — цар Міріан III (284-361)
- Велика Вірменія — Хосров III Котак (330—339)
- Індія
  - Царство Вакатаків — імператор Рудрасена I (330—355)
  - Імперія Гуптів — імовірно Самудрагупта
  - Західні Кшатрапи — махакшатрап Рудрасімха II (304-348)
  - Кушанська імперія — Шака I (325—345)
- Китай
  - Династія Цзінь — Сима Янь (326—342)
  - Династія Чен —  Лі Ці (334—338)
  - Династія Пізня Чжао — Ши Ху (334—349)
  - Династія Рання Лян — Чжан Цзюнь (324—346)
  - Дай —  Тоба Хена (335-337)
  - Туюхун (Тогон) — Муюн Ціянь (329—351)
- Корея
  - Кая (племінний союз) — ван Коджіль (291-346)
  - Когурьо — тхеван (король) Когугвон (331—371)
  - Пекче — король Пірю (304-344)
  - Сілла — ісагим (король) Хирхе (310-356)
- Паган — король Пайк Тінлі (324—344)
- Персія
  - Держава Сасанідів — шахіншах Шапур II (309-379)
- Сипау (Онг Паун) — Со Хом Па (309-347)
- Тямпа — Фан Ї (286 — 334/336); Фан Вень (336-349)
- Хим'яр — Та'ран Їхан'ім (315-340)
- Японія — Імператор Нінтоку (313-399)
  -     - Азія — Фабій Тіціан (між 324 й 337)

## Африка
- Царство Куш — цар Акедакетівал (314-340)
  - Африка — Квінт Флавій Месій Егнацій Лолліан (336-337)
  - Єгипет — Флавій Філагрій (335—337)

## Північна Америка
- Мутульське царство — Кініч-Муван-Холь I (317? — 359)